# Juul Frost Arkitekter
Juul Frost Arkitekter, ofte stiliseret som Juul | Frost Arkitekter er et dansk arkitektfirma, der har kompetencer inden for både by-, bygnings- og landskabsarkitektur. Det er grundlagt 1990 af Helle Juul og Flemming Frost og beskæftiger ca. 35 ansatte. 

## Udvalgte projekter
- Fornyelse af Reventlowsgade, København, Danmark (2021)
- Hyllie Corner, Malmø, Sverige (2020)
- Flyvestation Værløse – Filmhusene, Værløse, Danmark (2020)
- Strandhaverne, København, Danmark (2020)
- Munkebjerg Vænget, Odense, Danmark (2019)
- Munkebjerg Business Park, Odense, Danmark (2019)
- Holbæk Fjordtårn, Holbæk, Danmark (2019)
- Hedehusene Stationsplads, Hedehusene, Danmark (2019)
- Køge Kyst, Strandparken, Køge, Danmark (2018)
- Husaren, Örebro, Sverige (2018)
- Nordhavnen, Sønderborg, Danmark (2016)[1]
- Sjöjungfrun, Malmø, Sverige (2016)[2]
- Frederiks Brygge, København, Danmark (2016)
- Campus Örebro/Nova House, Örebro Universitet, Örebro, Sverige (2015)[3]
- DTU Skylab, Danmarks Tekniske Universitet, København, Danmark (2015)[4]
- Max Bank, Næstved, Danmark (2012)
- Media Evolution City, Malmø, Sverige (2012)[5]
- Bedre Billigere Boliger, Køge, Danmark (2008)